# 秋山礼巳
秋山 礼巳（あきやま ひろみ、1937年4月29日 - 2012年2月14日）は、日本の彫刻家。

## 人生と作品
広島県広島市に生まれる。
武蔵野美術大学で学び、その後、パリへ移住。
1966年から1968年まで、国立高等美術学校で学び、ジャン・アルプを通じてアレクサンダー・アルチペンコからコンスタンティン・ブランクーシまでの現代彫刻を学んだ。また、秋山は共同作業を重視する彫刻シンポジウムの運動にも参加。1967年には、オーストリアのサンクト・マルガレーテン・イン・ブルゲンラントで開催された「ヨーロッパ彫刻家シンポジウム」に参加した。
彼は、ドイツではニュルンベルク、サンクト・ヴェンデル、オッゲルスハウゼン、イタリアではローマ、カナダではバンクーバー、オーストリアではウィーン、バッド・クロイツナハ、そして日本で開催された石彫刻家のシンポジウムに参加した。
1978年にカールスルーエの州立美術アカデミー（Staatliche Akademie der Bildenden Künste Karlsruhe）で教鞭を執り始め、1981年に彫刻学の教授に任命された。この職位は2002年まで務めました。1983年にドイツ芸術家連盟からデフェット賞を受賞した。彼の公共空間における作品は、石と鋼鉄の素材を用いて制作されている。

## パブリックアート作品と場所
- 1969年、オーストリア、サンクト・マルガレーテン（ブルゲンラント州）におけるヨーロッパの彫刻家シンポジウムに参加：無題
- 1969/1970年　ドイツ　オッゲルスハウゼン彫刻公園：無題
- 1971/72年　ドイツ、サンクト・ヴェンデルの「彫刻の道」：無題
- 1975年　バンクーバー（カナダ）のヴァンダースン植物園内の「彫刻公園」：植物園のためのに
- 箱根彫刻の森（日本）
- 1980年　ドイツ　ラー（シュヴァルツヴァルト）でのシンポジウム：ゲート（花崗岩）フリードリヒ・エバート広場とゲート（コルテン鋼）ラー病院
- 1982年　ドイツ　カイザースラウテルン工科大学：石彫刻（玄武岩溶岩）
- 1984年　ドイツ　ニュルンベルク新博物館の彫刻公園：84-3-E、移動番号7
- 1997年　ドイツ　ラー市立病院（ラー）：ここから
- 1998年　ドイツ　アウグスブルク大学 (英語）キャンパス内のアートルート：南方向への座標、北方向への座標
- 1998年　ドイツ　カールスルーエ市立美術館本館（カールスルーエ）：ここから
- 2001年　ドイツ　カールスルーエ美術アカデミー：シャドウ・ディメンションNo.15
- 2002年　ドイツ　ザルツギッター・バッド彫刻道（ザルツギッター）：シャドウ・ディメンションズ

## 写真

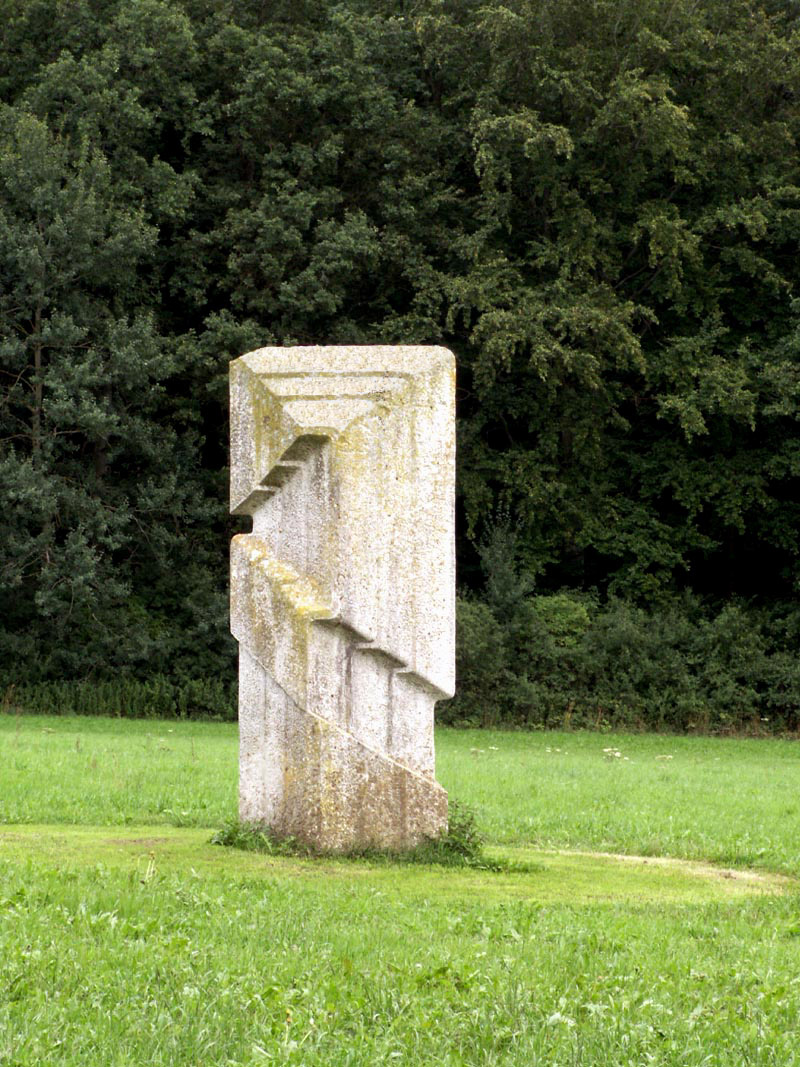
無題 (1969/70)　ドイツ　　　　オッゲルスハウゼン
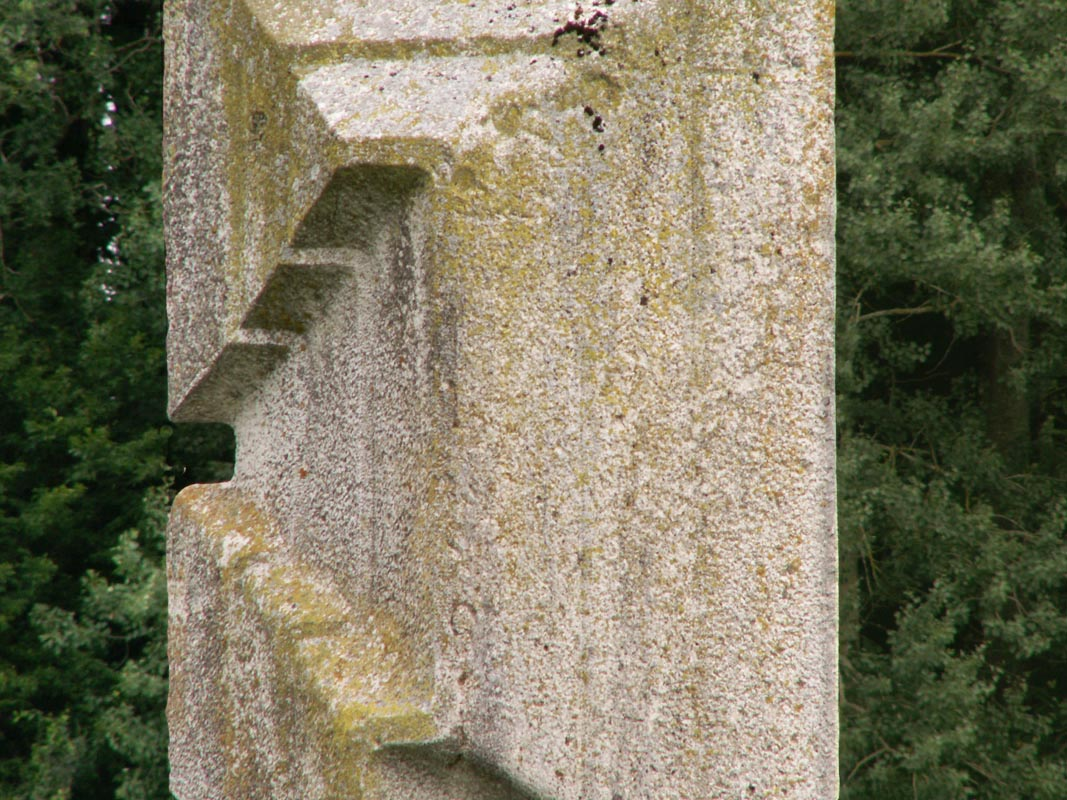
詳細の写真 (1969/70)　ドイツ　オッゲルスハウゼン
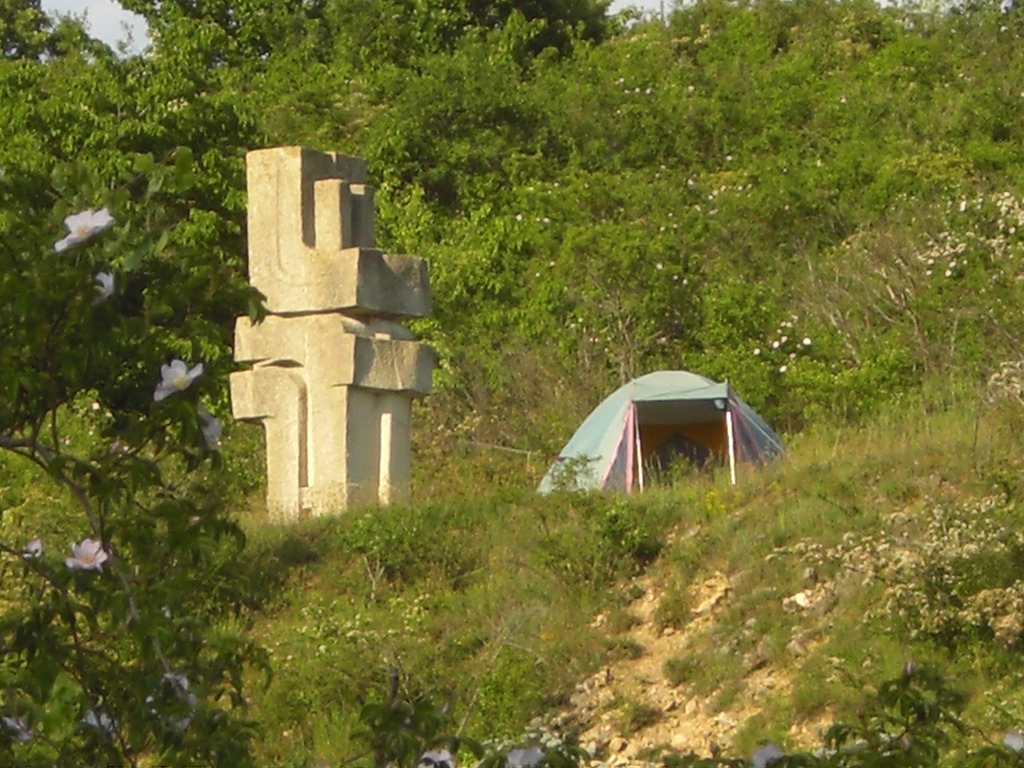
無題 (1969) オーストリア　ザンクトマルガレーテン　ブルゲンランド
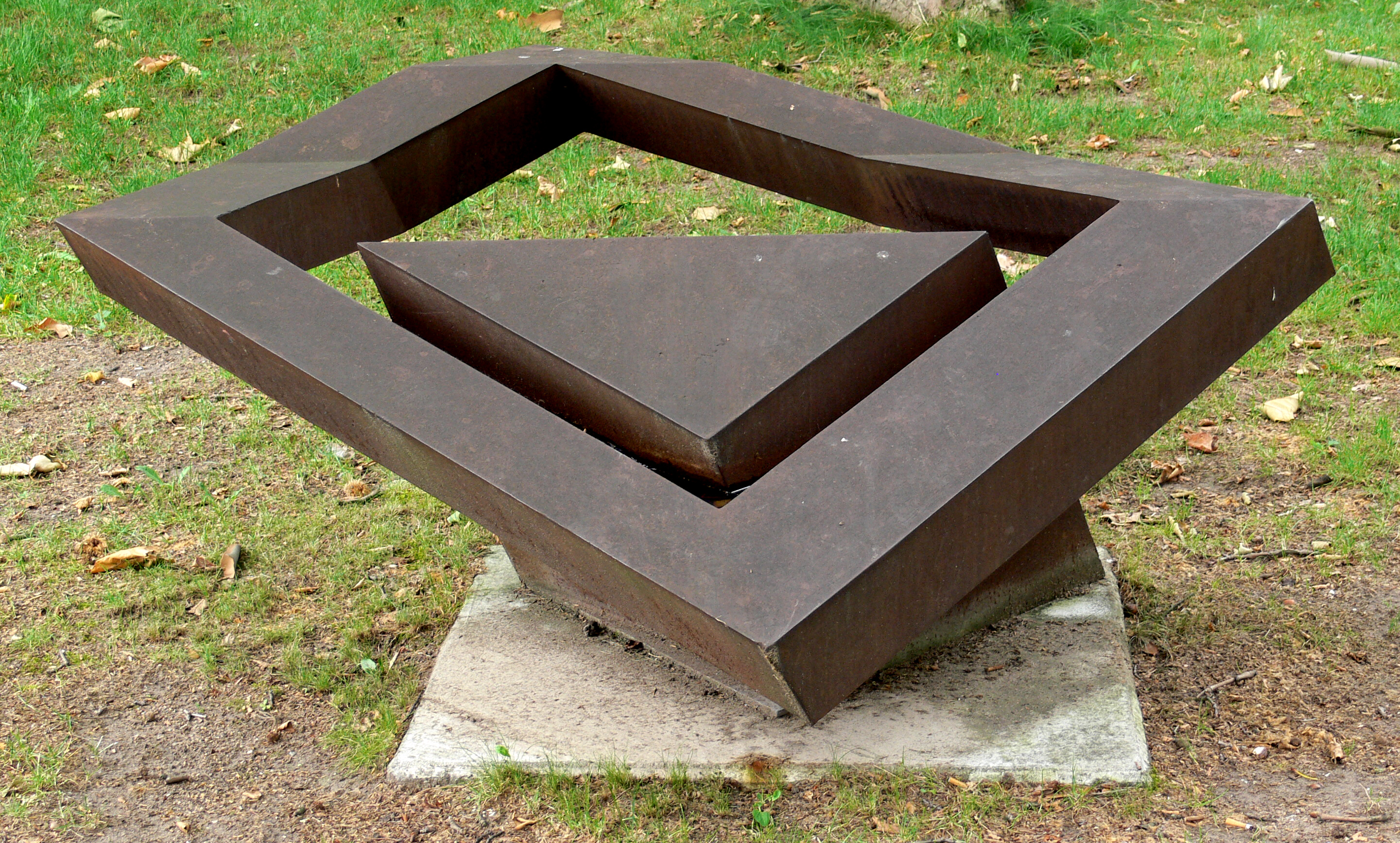
ニュルンベルク新博物館の彫刻公園：84-3-E、移動番号7　(1984)
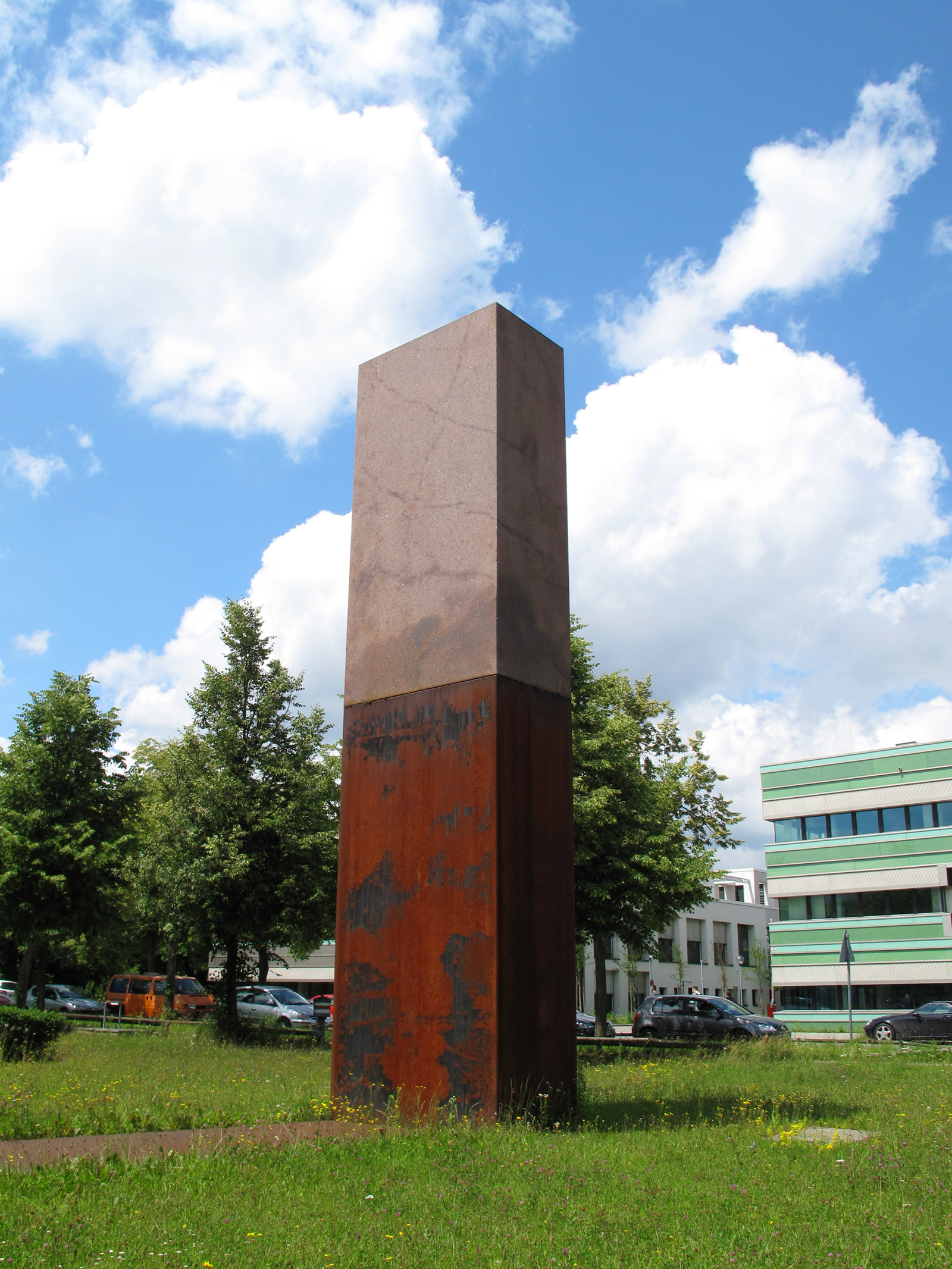
ドイツ　アウグスブルク大学キャンパス内のアートルート：南方向への座標、北方向への座標 (1998)

## 参照
- ウルスラ・メルケル、キルステン・クラウディア・ヴォイト：ヒロミ・アキヤマ、彫刻と影、カールスルーエ市立美術館（1999年）